# Sonatrach
Sonatrach (Société Nationale pour la Recherche, Production, Transport, Transformation et Commercialisation des Hydrocarbures s.p.a.) é uma empresa petrolífera estatal da Argélia. Suas atividades cobrem todas as fases da produção: exploração, extração, transporte e refino. Como forma de diversificar seu portfolio atua também nas áreas petroquímica e de dessalinização de água do mar.

## Aspectos Gerais
Sonatrach é a maior companhia argelina e o 11º maior consórcio petrolífero do mundo. Seu faturamento bruto (em 2002) foi de 1530 milhares de milhões de dinares argelinos, com lucro líquido de 175 000 milhões. A empresa, que emprega aproximadamente 120 000 pessoas, produz 30% do PIB da Argélia. Tem produção anual de 206 milhões de barris (em 2002), incluindo 11,7% (24 milhões) para o mercado interno. Sonatrach é também a maior empresa de seu tipo na África.
A Sonatrach opera o maior campo de petróleo da Argélia, o Hassi Messaoud, que produziu em torno de 440,000 bbl/d (70,000 m³/d) de óleo cru em 2006. A Sonatrach também opera o campo Hassi R'Mel (ao norte do Hassi Messaoud, no sul da Argélia), que produz em torno de 180,000 bbl/d (29,000 m³/d) de óleo cru. Outros campos principais operados pela Sonatrach incluem Tin Fouye Tabankort Ordo, Zarzaitine, Haoud Berkaoui/Ben Kahla e Ait Kheir.